# Permanent (álbum de Joy Division)
| Críticas profissionais | Críticas profissionais |
| Avaliações da crítica  | Avaliações da crítica  |
| Fonte                  | Avaliação              |
| ---------------------- | ---------------------- |
| All Music Guide        | link                   |

Permanent é uma compilação da banda britânica de pós-punk Joy Division, lançada em 1995. A única novidade é uma nova versão da canção "Love Will Tear Us Apart", chamada Permanent Mix.
Nessa versão, foram adicionadas guitarras e reduzido o som do baixo de Peter Hook.

## Faixas
Todas as faixas por Joy Division
1. "Love Will Tear Us Apart" – 3:11
2. "Transmission" – 3:34
3. "She's Lost Control" – 3:58
4. "Shadowplay" – 3:53
5. "Day of the Lords" – 4:45
6. "Isolation" – 2:53
7. "Passover" – 4:44
8. "Heart and Soul" – 5:48
9. "Twenty Four Hours" – 4:26
10. "These Days" – 3:27
11. "Novelty" – 4:00
12. "Dead Souls" – 4:53
13. "The Only Mistake" – 4:13
14. "Something Must Break" – 2:52
15. "Atmosphere" – 4:10
16. "Love Will Tear Us Apart" (Permanent Mix) – 3:37